# ヨハネス・ケプラー (ATV)
ヨハネス・ケプラー（Johannes Kepler、ATV-002）は欧州補給機（ATV）の2号機。ドイツの天文学者、ヨハネス・ケプラーに因んで2009年2月19日に命名された。
打ち上げは元々2010年12月に予定されていたが、商業衛星打ち上げとの影響などで翌年2月15日午後7時13分(UTC：以下特に記入なき限り同様)に延期がなされ、この延期による影響でアメリカ航空宇宙局(NASA)はスペースシャトル・エンデバー（STS-134）の打ち上げを延期することとなった。アリアンロケットのトラブル（推進薬の流量データにエラーの可能性）により、さらに1日延期が決まり、2011年2月16日午後6時50分にギアナ宇宙センターからアリアン5ESによって打上げられた。打上げはアリアンスペース社が担当した。
2011年2月24日午前9時59分に国際宇宙ステーション（ISS）とドッキングし、燃料・水・空気・ドライカーゴなど計7トンをISSに無事届けた。その後、リブースト（スラスタ噴射は3分18秒）を実行しISSの軌道を0.86km上昇させ、次回のソユーズ宇宙船の運用（24Sの帰還と26Sの到着）に適した軌道にISSを押し上げた。また6月にも3回の大きなリブーストを行い、ISSの高度を約340kmから約380kmへと上昇させた。ATV-2はISSの不要物資を積んで6月20日にISSを離れ、6月21日に大気圏へ再突入して廃棄された。